# Iridopsis obliquata
Iridopsis obliquata là một loài bướm đêm trong họ Geometridae.